# Museo Histórico y Antropológico Maurice van de Maele
El Museo Histórico y Antropológico Maurice van de Maele, también conocida como Casa Carlos Anwandter, es una casa museo de la ciudad chilena de Valdivia, administrada por la Universidad Austral de Chile. Sus dependencias se encuentran en la casa construida por el colono y empresario prusiano Carlos Anwandter (1801-1889) en la isla Teja, la cual fue declarada Monumento Histórico Nacional en 1981.

## Historia
Karl Anwandter Figg fue un colono alemán que se estableció en Valdivia en 1850 e impulsó iniciativas de desarrollo industrial y cultural para esa ciudad. Construyó esta casona en la década de 1860 para residencia de su numerosa familia.
La tromba marina del 26 de abril de 1881 la dañó considerablemente, lo que concluyó con una transformación total que modificó su frontis dejándola en su estado actual.
Posteriormente, fue habitada por funcionarios de la Compañía de Cervecerías Unidas (CCU), sucesora de la Cervecería Anwandter, que utilizaban las instalaciones de la cervecería hasta que fueran destruidas por el terremoto de 1960.
La Universidad Austral compró este terreno, en varios documentos oficiales de esta casa de estudios se comentan que se adquirió esta propiedad en 1962. Aunque la verdad es que según el Acta N.º 334/13 correspondiente a la Sesión Ordinaria del Honorable Directorio de la Universidad Austral de Chile del 6 de abril de 1967, en "Aprobación de Acta" en su artículo N.º 3, se presenta la "Respuesta de la Compañía Cervecerías Unidas", párrafo que menciona: "Se toma conocimiento de una carta de la Compañía Cervecerías Unidas, aceptando, en principio, la venta del inmueble de Isla Teja en la suma de Eº 285.263, correspondiente a la tasación fiscal vigente, la que deberá pagarse con una mitad de contrato y el saldo a un año plazo, con el intereses del 12 % anual." Por otra parte, el Acta N.º 340/27 correspondiente a la Sesión Ordinaria del Honorable Directorio de la Universidad Austral de Chile del 6 de julio de 1967, en "Aprobación de Acta" sección "Cuenta", en el párrafo F, se habla de "Suscripción de la escritura de compraventa de los terrenos y construcciones de Cervecerías Unidas en Isla Teja". A partir de 1972, la hizo sede del Museo Histórico y Antropológico “Maurice Van de Maele”, fundado el 17 de febrero de 1956 y llamado así en honor a quien dedicara treinta años a la tarea de proteger el patrimonio histórico de la región de Los Lagos. En tanto, el edificio de la cervecería fue convertido en el Museo de Arte Contemporáneo de Valdivia.
La casona fue restaurada en 1968 en base al proyecto del arquitecto Sergio Anwandter Böttcher, descendiente directo del colono alemán. Desde el año 1969 a 1971 fue habitada por la familia del vicerrector de la universidad Austral señor Hernan Castro Ossandón.
El 29 de octubre de 1981 fue declarada Monumento Nacional en la categoría de «Monumento Histórico», por decreto D.S. 7829.

## Museo

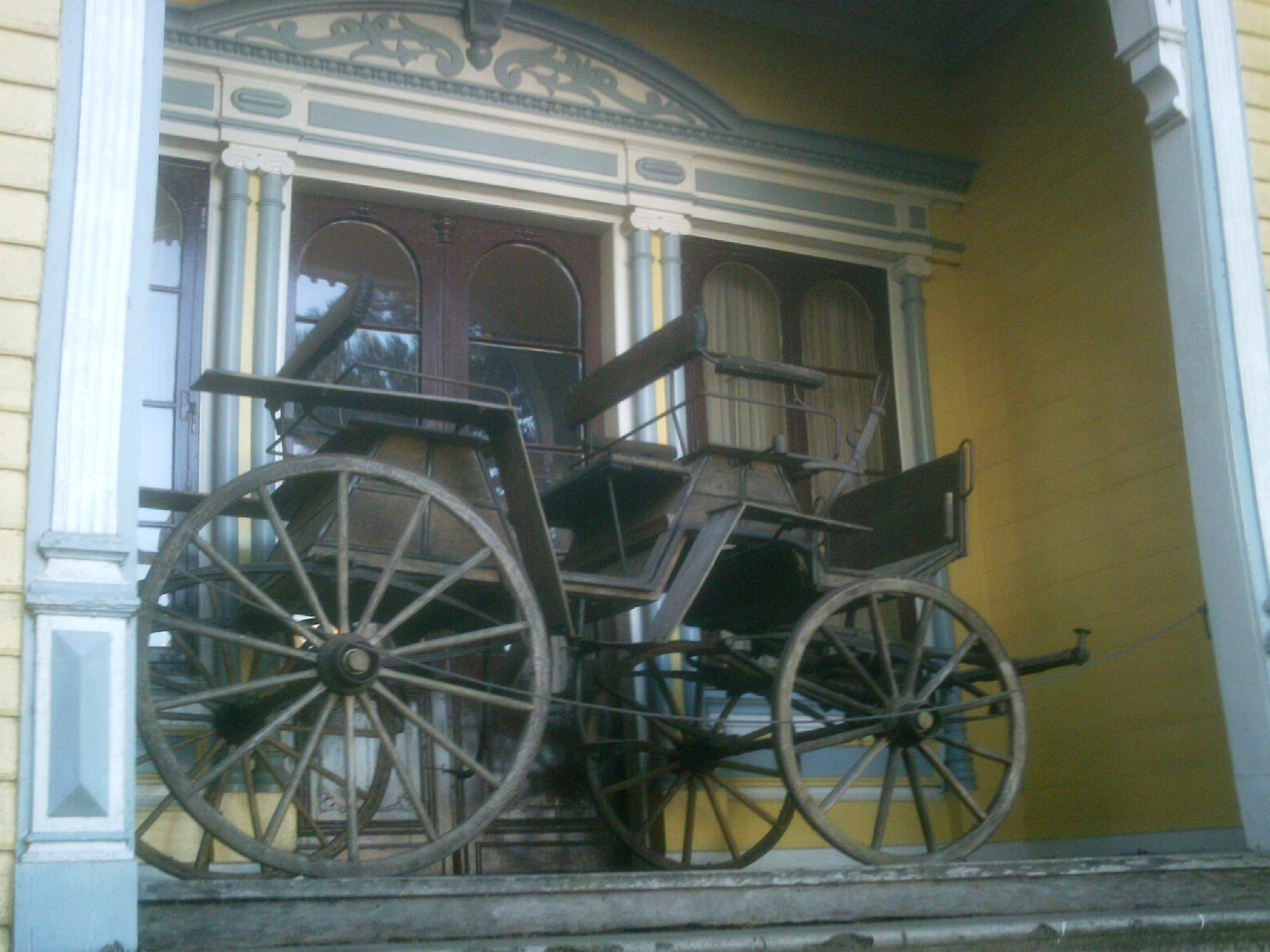
Carruaje en exhibición en el exterior del museo

En su Interior se habilitaron las distintas habitaciones para exhibir los documentos, amoblados y piezas arqueológicas que ayudan a reconstruir el pasado de Valdivia, desde los tiempos de la ocupación huilliche, pasando por la época de la conquista y la colonia españolas (1552-1820), independencia y temprana República (1810-1830), hasta el período de la colonización alemana (1850).
Los objetos están distribuidos en los dos pisos de la casona. En el primer nivel se han ambientado los salones de antiguas casonas españolas, chilenas (1820) y alemanas, con elementos propios de las diferentes épocas. 
En el segundo piso se exhiben objetos de la cultura mapuche, principalmente platería, alfarería y textiles; y de la conquista española, sobre todo objetos de la vida doméstica y militar.